# Олимпийский комитет Гвинеи-Бисау
Олимпийский комитет Гвинеи-Бисау (порт. Comité Olímpico da Guiné-Bissau) — организация, представляющая Гвинею-Бисау в международном олимпийском движении. Основан в 1992 году, зарегистрирован в МОК в 1995 году.
Штаб-квартира расположена в Бисау. Является членом Международного олимпийского комитета, Ассоциации национальных олимпийских комитетов Африки и других международных спортивных организаций. Осуществляет деятельность по развитию спорта в Гвинее-Бисау.